# Villa Huesgen
Die Villa Huesgen ist ein großbürgerliches Wohnhaus in Traben, einem Ortsteil der Stadt Traben-Trarbach im Landkreis Bernkastel-Wittlich (Rheinland-Pfalz). Die Adresse lautet Am Bahnhof 50. Das Haus wurde 1904 nach Entwürfen des Berliner Architekten Bruno Möhring fertiggestellt und steht heute unter Denkmalschutz.

## Geschichte
Bruno Möhring hatte zuvor das Brückentor der 1898–1899 gebauten Moselbrücke, der ersten festen Brücke zwischen den beiden Stadtteilen Traben und Trarbach, gestaltet. In dieser Zeit knüpfte er Kontakte zu den Weinhändlern und Hoteliers in Traben und Trarbach. So entstanden in den Jahren zwischen 1903 und 1905 drei Jugenstil-Villen, darunter auch die Villa Huesgen.
Auftraggeber der Villa Huesgen in waren der Weingutsbesitzer und Weingroßhändler Adolph Huesgen (1855–1949, „Mosel-Bismarck“) und seine Frau Ida Huesgen geb. Böcking (1863–1930). Der repräsentative Bau entstand in einem Park am Modelufer in der Nähe des Weinguts. Möhring entwarf auch die Jugenstil-Innenräume des Hauses im Sinne eines Gesamtkunstwerks. Die Architekturzeitschrift Berliner Architekturwelt publizierte 1907 zahlreiche Abbildungen der „Villa Hüsgen in Trabach an der Mosel“, vor allem von der aufwändigen Ausstattung.
Schäden erfuhr die Villa in den beiden Weltkriegen, als die Behörden Edelmetalle wie Kupfer requirierten, das zur Herstellung von Kriegsgerät verwendet wurde. Zusätzlich verwüstete ein einquartiertes französisches Brückenbaukommando die Innenausstattung. Bei Restaurierungsarbeiten 1983 brach im Dachgeschoss ein Brand aus und zerstörte das Dach sowie mehrere Klaviere und antike Möbel in dieser Etage. So dient das vierte Geschoss aktuell (in den 2010er Jahren) als Speicher.

## Architektur

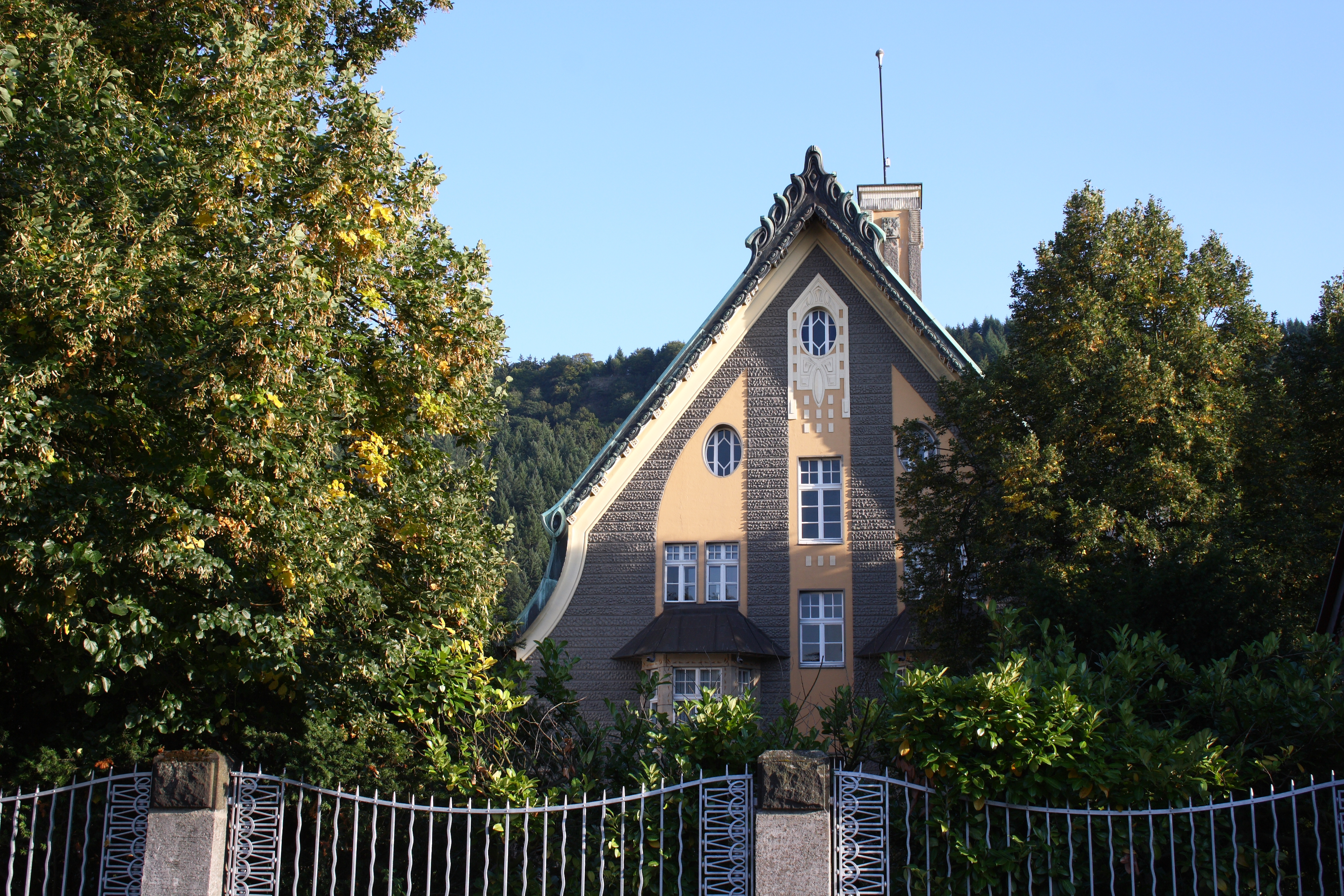
Villa Huesgen, straßenseitiger Giebel

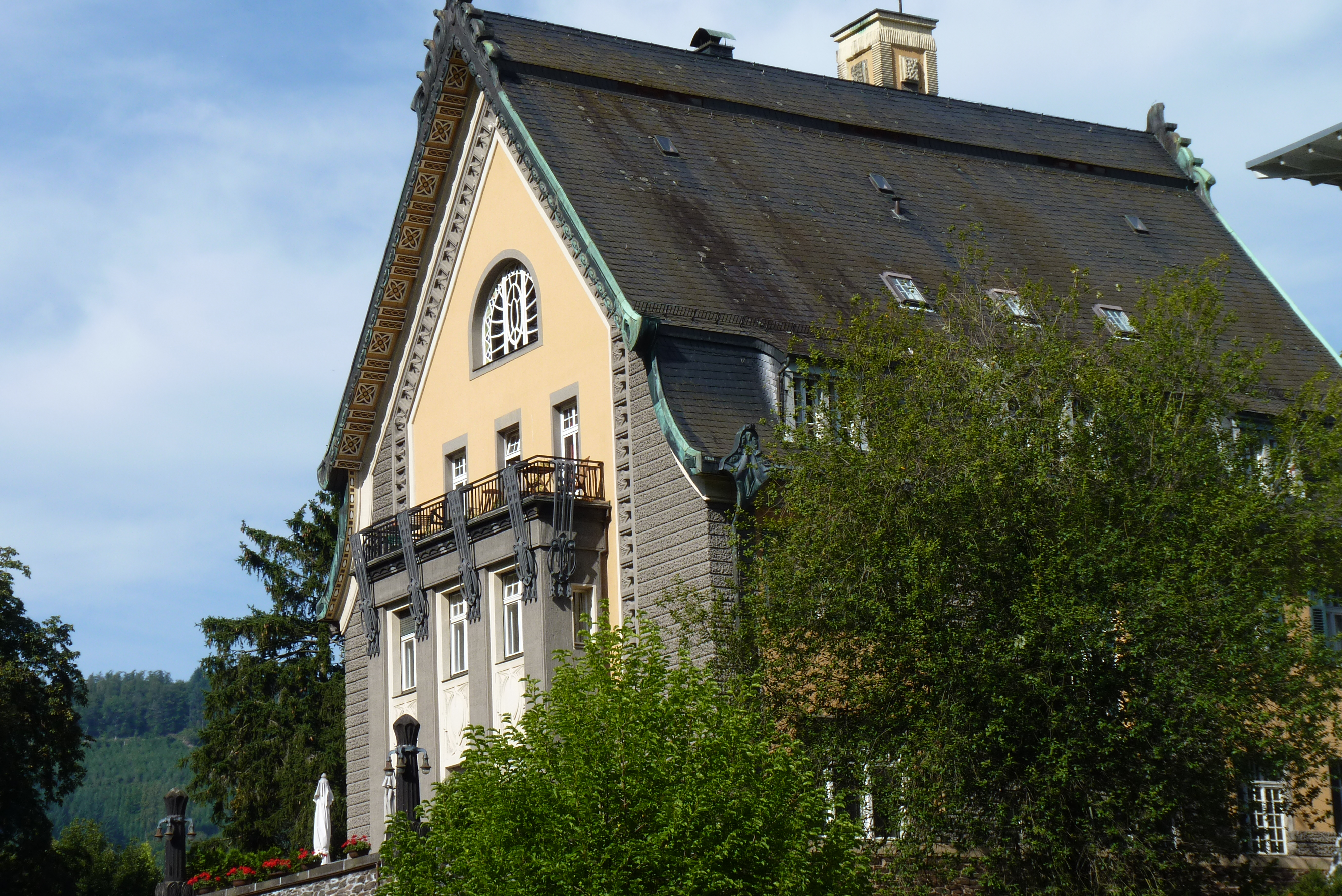
Gartenseite

Das Wohnhaus im Jugendstil ist viergeschossig über einem mit Feldsteinen errichteten zweietagigen Kellergewölbe mit einem ausgebauten Dachgeschoss. Sein Giebel steht hangabwärts, die Fensterreihe hat Ausblicke auf die vorbeifließende Mosel. Ein Balkon über die gesamte Giebelbreite vervollständigt die Wasserseite des Hauses. Ursprünglich konnten die Bewohner von der Terrasse aus über seitliche Freitreppen direkt zum Fluss hinuntergehen, wo für den Besitzer ein Ruderboot bereit lag. Das Gebäude wird mit einem steilen, schiefergedeckten Mansarddach abgeschlossen, in dessen Unterdach auf beiden Seiten große Schleppgauben zur Belichtung eingearbeitet sind.
Auffällig waren die kupfernen Regenrinnen, die von phantasievoll gestalteten Einlauftrichtern aus nach unten führten.
An der westlichen Gartenseite ist ein Mittelrisalit mit mächtiger Dachhaube vorgelagert. Die nördliche Giebelseite zur Straße hin ist mit einem kleinen Erker geschmückt und die Fassade insgesamt mit grauem und beigefarbenen Putz abgesetzt.
Im Innern sind die Räume bis zu vier Meter hoch; dem Eingangsportal schließt sich eine großzügige Diele an. Nennenswert ist auch die äußert repräsentative Ausgestaltung und Möblierung, die ebenfalls nach Möhrings Entwürfen entstand, so beispielsweise Holzvertäfelungen an den Wänden, Treppen, ornamental bemalte Wände und Decken, Lampen und bunte Glasfenster. Der hohe Dachraum diente anfangs als Tanz- und Theatersaal, in dem Gesellschaftsempfänge und private Theateraufführungen stattfanden. Später wurde er zu einer Einliegerwohnung umgebaut.
Die Villa ist eingebettet in einen großen Garten mit einer Fläche von 7000 m², der ebenfalls nach Plänen von Bruno Möhring angelegt worden war. Neben vielen Bäumen gab es Rosenbeete und verschlungene Kieswege zum Spazierengehen. Im 21. Jahrhundert hat der jetzige Besitzer, ein Enkel des Erbauers, die Beete durch Rasenflächen ersetzen und ein Wasserbecken zur Benutzung anlegen lassen. Über der Wasseroberfläche ist eine Kupferplatte mit Löwenkopf in die Wand eingelassen, die Huesgen von der Pariser Weltausstellung im Jahr 1900 erwerben konnte.